# Scotland Yard
New Scotland Yard, poznat i kao Scotland Yard i The Yard, glavno je središte Metropolitanske Policije zaslužno za policajstvo u Greater Londonu (iako ne u Cityu). New Scotland Yard zauzima 20-o katnu zgradu na uglu Victoria Streeta i Broadwaya u Westminsteru., oko 500 jardova od Kuće Parlamenta. Poznati znak koji je često viđen na filmu i televiziji nalazi se na glavnom ulazu u Broadwayu. 
Ime dolazi od prve lokacije središta na Great Scotland Yardu, ulici Whitehalla. Točni izvor imena je nepoznat, no omiljena teza je ona da je to bila rezidencija Škotskih kraljeva (dok su bili u Britaniji), njihovih veleposlanika, koji su prethodili Uniji Engleske i Škotske. Do XVII. stoljeća u ulici su bile mnoge vladine zgrade, s arhitektima Indigom Jonesom i Christopherom Wrenom koji su tu živjeli. Pjesnik John Milton je tu živio za vrijeme Commonwealtha Engleske pod vladavinom Olivera Cromwella od 1649. do 1651.
Scotland Yard je zajedno s Metropolitanskom Policijom osnovan od strane Sir Roberta Peela i Eugenea Françoisa Vidocqa. Otvoren je kao glavno središte Policije 29. rujna 1829., koje je ujedno bilo dom dvama osnivačima i njhovim pomoćnicima. Nikad nije bila policijska postaja u svom pravom smislu, sa svakom policijskom dvizijom koja radi u svojim lokalnim postajama. 
Glavni ulaz u zgradu bio je na broju 4 Whitehallu, no javni ured ugrađen je na stražnjoj strani zgrade Great Scotland Yarda i tako dao zgradi ime. Osoblje Scotnald Yarda odgovorno je za unutarnju sigurnost, javne afere, novačenje, korespondenciju i ostale administrativne probleme. Njihovi su poslovi rasli što se Metropolitan povećevao. 
Scotland Yard se 1890. preselio na novo mjesto, Victoria Embankment, koje je bilo iznad Temze južno od današnjeg Ministarstva obrane. U to vrijeme Metropolitan se poširio s 1,000 inicijalnih na 13,000 policajaca tako povećavajući broj glavnih središta. Iduće veće proširenje bilo je od 1907. do 1940.
Kriminološka baza podataka Scotland Yarda zove se Home Office Large Major Enquiry System, ili skraćeno HOLMES. Također se program za trening zove "Elementarnost", sve posvećeno slavnom fiktivnom detektivu Sherlocku Holmesu. 

## Vanjske poveznice
- The Metropolitan Police Substantial history section of the official Met site
- "Knowledge of London website looks at the history of Scotland Yard"